# Hingstepeira dimona
Hingstepeira dimona là một loài nhện trong họ Araneidae.
Loài này thuộc chi Hingstepeira. Hingstepeira dimona được Herbert Walter Levi miêu tả năm 1995.